# Corba de rotació galàctica
Les corbes de rotació galàctiques foren descobertes per la científica i astrònoma Vera Rubin el 1962. Va estudiar la rotació de la Via Làctia en el qual va detectar una anomalia.
Segons les teories newtonianes i la teoria relativista d'Einsten (curvatura espai-temps), en el sistema solar quan un cos està més a prop del Sol, aquest gira més ràpid. Un exemple clarificador el trobem amb Mercuri (que pels romans significa el Dèu de la velocitat) gira 10 cops més ràpid que Plutó (actualment exoplaneta).
No obstant, quan Vera Rubin va analitzar les estrelles blaves de la nostra galàxia, va descobrir que les estrelles rotaven a la mateixa velocitat, independentment de la distància que estiguessin del centre de la galàxia (el que anomenem corba de rotació galàctica).
Aquest fet, violava el principi de la mecànica newtoniana. En realitat va observar que la Via Làctia rotava sobre el seu pla tant de presa que s'hauria de desintegrar. Segons els seus càlculs havia desaparegut el 90% de la massa de la Via Làctia, tot portant 10.000 milions d'anys rotant sobre el seu pla de rotació de forma harmònica. Aquest fet, li va fer sospitar que hi havia una matèria que no es podia detectar, la matèria fosca.
Anys més tard, un grup de científics encapçalats per Vera Rubin i Albert Bosma, van analitzar una dotzena de galàxies espirals com la Via Làctia, totes presentaven la mateixa similitud, la seva velocitat de rotació era superior amb relació a la massa total de la galàxia. Finalment, aquest fet va convèncer la comunitat científica que realment hi havia una matèria fosca que inundava l'univers.